# CGTN (kênh truyền hình)
CGTN (trước đây là CCTV News) là kênh truyền hình thuộc sở hữu của Mạng Truyền hình Toàn cầu Trung Quốc, trực thuộc Bộ Tuyên truyền Trung ương Đảng Cộng sản Trung Quốc.